# Aéroport international de Niamtougou
L’aéroport international de Niamtougou (code IATA : LRL • code OACI : DXNG) est un aéroport dans le nord du Togo, situé à environ quatre kilomètres au nord-ouest de Niamtougou, chef-lieu de la préfecture de Doufelgou, dans la région de la Kara. C’est le second aéroport du Togo, après celui de Lomé , ainsi les deux ont le statut d'aéroport international. 

## Histoire
L'aéroport  international de Niamtougou est ouvert en 1981. Il a  une piste de 2 500 mètres accessible aux DC 10-30. Il dispose d'un parking pour quatre aéronefs. Son aérogare est inaugurée en 1997. Il est contrôlé depuis 2009 par l’Agence pour la sécurité de la navigation aérienne en Afrique et à Madagascar (ASECNA). 
Il est principalement utilisé par l'armée de l'air togolaise et par des vols civils gouvernementaux,  occasionnellement par des vols affrétés et privés. Des tentatives ont été faites pour programmer des vols commerciaux réguliers pour desservir le nord du Togo, telles que des relations aller-retour Ouagadougou-Niamtougou-Lomé d'Air Burkina, mais à ce jour, ils ne se sont pas avérés commercialement viables.
Des travaux de réaménagement et réhabilitation de l'aéroport commencent le 23 avril 2016 pour l'amener aux normes de l'Organisation de l'aviation civile internationale. Le projet consiste à allonger la piste de cinq cents mètres (pour donc la porter à trois mille mètres) et en rénover et renforcer la chaussée, incorporer une aire de manœuvre, rénover la salle d'embarquement et clore l'emprise aéroportuaire. Le projet, doté d'un budget de 32,64 milliards de francs CFA, est financé conjointement par un prêt, couvrant 8% du budget, de la China Exim Bank, les 15% restants étant apporté par le budget de l'État togolais, les travaux devant durer douze mois et être réalisés par China Airport Construction Group Corporation et l’inauguration de l'aéroport réaménagé prévue pour le 25 avril 2017.
En outre, grâce à sa situation centrale entre d'autres aéroports d'Afrique de l'Ouest (Cotonou, Lomé, Accra, Abidjan, Ouagadougou, Niamey), l’aéroport international de Niamtougou ambitionne de servir de plate-forme de correspondance pour plusieurs compagnies aériennes de la région.

## Situation
| Niamtougou Lomé |